# John Charamis

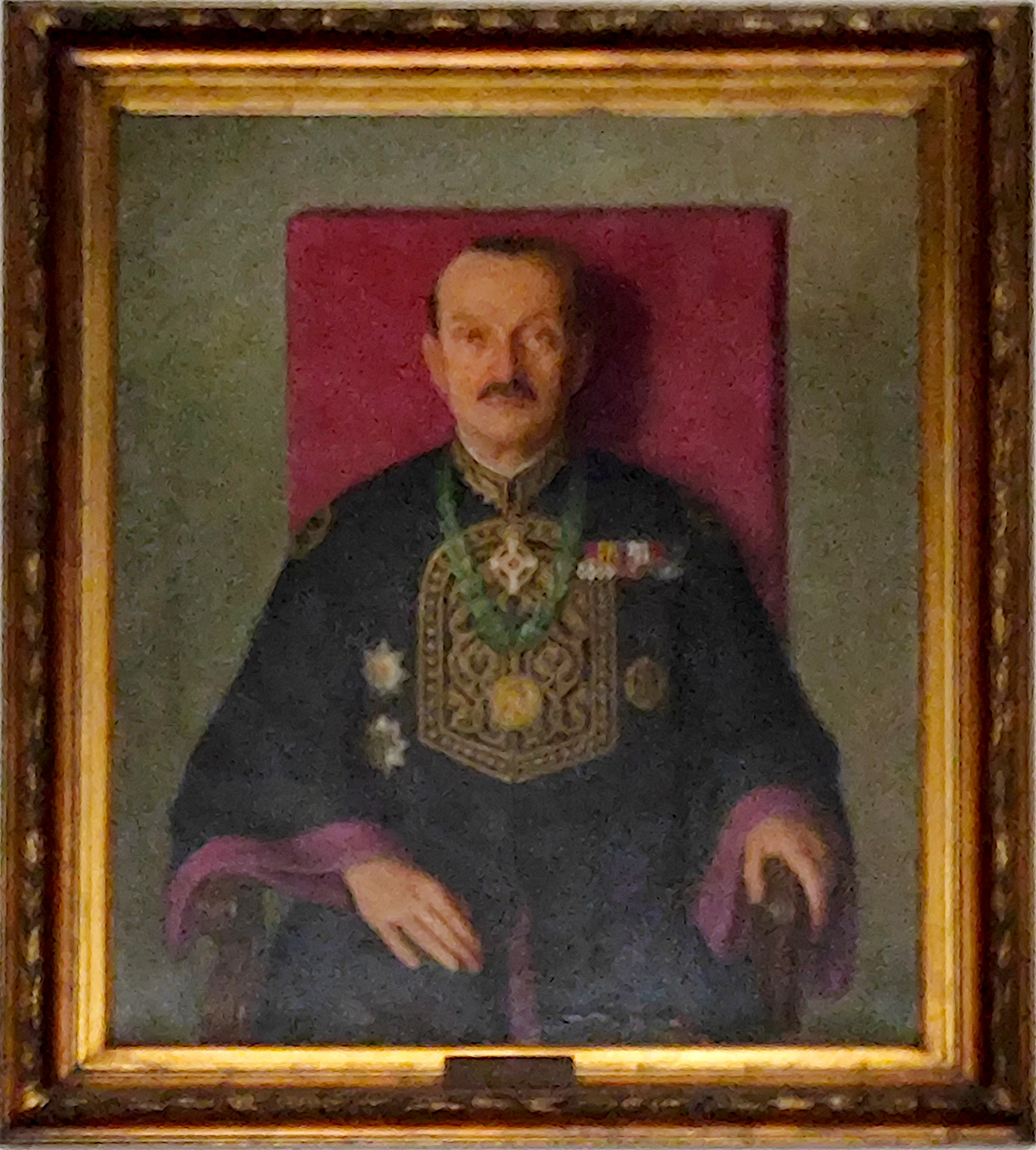
Portrait von John S. Charamis

John Spilios Charamis, griechisch: Ιωάννης Χαραμής (* 16. November 1904 in Athen, Griechenland; † 14. Januar 1978 in Paris, Frankreich) war ein griechischer Augenarzt und Hochschullehrer.

## Leben
Sein Vater Spilios (1869–1956) war Augenarzt und Schüler des berühmten Photeinos Panas (Paris). Nach dem Medizinstudium in Athen (-1924) verbrachte J. Charamis die Assistentenzeit vorwiegend in Paris: erst im Hôtel-Dieu unter Terrien, dann unter Baillart im Quinze-Vingts, sowie am Hôpital Tenon (Dr. Magitot). Weitere Aufenthalte waren bei Krückmann in Berlin, bei van der Hoewe in Utrecht und Clausen in Halle a. S.
Er promovierte 1928 in Athen mit der Arbeit Paralyse des Nervus oculomotorius nach Frakturen, dann 1932 ernannt als Professor (1932), übernahm er 1933 das Rot-Kreuz-Krankenhaus in Athen. Nach weiteren Stationen in Militärkrankenhäusern wurde er letztendlich 1941 Direktor der Universitäts-Augenklinik Athen bis zu seinem Ruhestand 1970. Die Klinik transformierte er auch baulich (Fertigstellung 1972) zu einem modernen Zentrum.
Charamis war Verfasser von über 370 Originalarbeiten, sein Lehrbuch Χειρουργική των Οφθαλμών (Augenchirurgie) von 1943 galt über Jahrzehnte als Klassiker für griechische Augenärzte. Seine innovativen chirurgischen Leistungen und seine Kampagnen gegen das Trachom in Griechenland machten ihn international bekannt. Die WHO ernannte ihn 1951 zum Experten in der Bekämpfung dieser Erkrankung.
Charamis war 1932 Gründungsmitglied der Griechischen Ophthalmologischen Gesellschaft und wurde 1950 deren Ehrenpräsident. 1948 bis 1964 war er Leibarzt der griechischen Königsfamilie. 1958 bis 1959 war Charamis Dekan der medizinischen Fakultät der Universität Athen. 1961 wurde er griechischer Gesundheitsminister im Kabinett Konstantinos Karamanlis.

### Ehrungen
- 1952 Mitglied des International Council of Ophthalmology
- 1960 bis 1962 Präsident des International Council of Ophthalmology
- 1966 Präsident des Internationalen Ophthalmologischen Kongresses in München
- 1968 Aufnahme in die Athener Akademie[5]
- 1976 Helmholtz-Medaille
- 1976 Mitglied der Academia Ophthalmologica Internationalis auf Lebenszeit
- 1976 Aufnahme in Academia Puglia in Rom

## Charamis-Medaille
Im Jahr 1976 beschloss die Europäische Gesellschaft (Societas Ophthalmogia Europeae), alle 4 Jahre eine ihm gewidmete Medaille an die Person zu verleihen mit dem wichtigsten Beitrag zur Augenchirurgie. Die ersten Preisträger waren François 1976, Klöti 1980, Binkhorst 1984, Scott 1988, Meyer-Schwickerath 1992.